# Markławka
Markławka [pronunciación en polaco: /marˈkwafka/] (alemán Marklack)  es un pueblo en el distrito administrativo de Gmina Barciany, dentro del condado de Kętrzyn, voivodato de Varmia y Masuria, en el norte de Polonia, cerca de la frontera con el óblast de Kaliningrado de Rusia.  Se encuentra aproximadamente 6 kilómetros al sur de Barciany, 10 kilómetros al norte de Kętrzyn, y 71 kilómetros al noreste de la capital regional Olsztyn.